# DRYAD
DRYAD, eller med det fullständiga namnet DRYAD Numeral Cipher/Authentication System (KTC 1400 D), är ett krypteringssystem som den amerikanska militären använder för autentisering och kryptering av korta, numeriska meddelanden. 
Varje enhet med radio får en uppsättning kodblad, där varje blad är giltigt en begränsad tid, oftast 6 timmar. Kodbladet innehåller 25 eller 26 rader med omkastade bokstäver. Varje rad korresponderar till en bokstav och raderna med bokstäver är slumpmässigt omkastade. Varje rad innehåller bokstavskombinationer som är grupperade i tio kolumner, märkta 0-9. Kolumnerna 0, 1, 2 och 5 har fler bokstäver än övriga kolumner, som bara har två.
DRYAD är ett relativt primitivt system för kryptering, men har fördelen av att vara snabbt, enkelt och inte kräva någon extra utrustning. Orsaken till att vissa kolumner har fler bokstavstecken än de andra är att göra chiffret mer svårforcerat. Men den huvudsakliga säkerheten ligger i de korta kryptoperioderna, i regel sex timmar.
DRYAD används i två lägen, autentisering och kryptering.

## Autentisering
För att autentisera väljer en utmanande station en slumpmässig bokstav från kolumnen längst till vänster följt av en andra slumpmässigt utvald bokstav i samma rad som den först valda bokstaven. Stationen som utmanas autentiserar sedan genom att välja bokstaven under raden och positionen för den andra valda bokstaven.
Genom att använda chiffer-bladet till höger och NATO:s bokstaveringsalfabet skulle exempelvis Jason kunna utmana Peggy genom att sända "autentisera Alfa Bravo". Peggys korrekta respons skulle då vara "autentisera Yankee".
En annan metod som används går ut på att välja den tredje bokstaven till höger om den andra bokstaven som valdes av den utmanande stationen (Jasons bokstav "Bravo"). Både riktningen (upp, ner, vänster eller höger) och det numeriska värdet kan ha andra värden än i exemplen, men båda parterna måste vara överens och förstådda med vilka värden som har valts innan autentisering.
Ett problem som uppstår är att en fientlig imitatör har en chans på 25 att gissa den korrekta responsen (24 om en bokstav är vald från samma rad.) En lösning på detta är att Jason låter Peggy autentisera två gånger, vilket minskar imitatörens odds att gissa rätt till en chans på 625. Nackdelen med denna metod är en minskad livslängd på nuvarande DRYAD-blad, eftersom bladet används dubbelt så mycket i jämförelse med att bara autentisera en gång.